# MotorLover - Il rock del re delle puglie
MotorLover - Il rock del re delle puglie è un album del 1980 di Leone Di Lernia.

## Tracce
1. Gaccia a te Mariuo
2. U fesse 'nnamerate
3. Scurdatenne
4. e frecature
5. La pugliata
6. Sfregamece
7. La morte du ciucce
8. Vieni fuori
9. Ti dico vai
10. U femenedde
11. U petrarule
12. Un'altra volta